# Leonard Woodcock

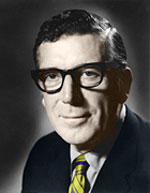
Leonard Woodcock

Leonard Freel Woodcock (* 15. Februar 1911 in Providence, Rhode Island; † 16. Januar 2001 in Ann Arbor, Michigan) war ein US-amerikanischer Gewerkschaftsfunktionär, Präsident der Automobilarbeitergewerkschaft United Automobile Workers (UAW) und Diplomat.

## Leben
Woodcock trat 1933 in Detroit einer Gewerkschaft bei und wurde 1940 von der UAW als Gewerkschaftsfunktionär für West-Michigan angeworben. 1955 wurde er zum Vizepräsidenten der UAW gewählt und war als solcher verantwortlich für die Gewerkschaftsabteilungen für Landwirtschaft und Flugzeugindustrie. Später war er Verhandlungsführer der UAW bei den Lohnverhandlungen mit der General Motors Corporation sowie der Raumfahrtindustrie.
Nach dem Tode von Walter P. Reuther bei einem Flugzeugabsturz wurde er 1970 als dessen Nachfolger zum Präsidenten der UAW gewählt. Noch im gleichen Jahr führte er die Gewerkschaft in einem 67 Tage dauernden Streik gegen General Motors, bis es zum Abschluss eines Tarifvertrages kam. Trotz der Größe der Gewerkschaft, die nach der Transportarbeitergewerkschaft International Brotherhood of Teamsters die zweitgrößte Einzelgewerkschaft der USA war, bezog er ein eher bescheidenes Gehalt. Als Gewerkschaftsführer stand er zudem auf Platz 9 der im September 1971 erstellten Feindesliste von US-Präsident Richard Nixon. 1977 trat er als Gewerkschaftspräsident zurück und übergab dieses Amt an seinen bisherigen Vizepräsidenten Douglas Fraser.
Noch im gleichen Jahr wurde er von Präsident Jimmy Carter als Unterhändler nach Hanoi entsandt, von wo er mit den sterblichen Überresten von zwölf als während des Vietnamkrieges als vermisst gegoltenen US-Soldaten zurückkehrte. Zeitweise wurde er auch als Minister oder enger Berater des Präsidenten gehandelt.
Präsident Carter war es auch, der ihn 1979 zum ersten Botschafter der Vereinigten Staaten in der Volksrepublik China berief. Dieses Amt behielt er bis zum Amtsantritt von Präsident Ronald Reagan 1981. 1979 war er maßgeblich an einem Treffen von hochrangigen Verwaltungsbeamten aus Michigan mit Deng Xiaoping in Peking beteiligt. Bei einem Festakt im Weißen Haus 2000 würdigte Ex-Präsident Carter Woodcocks Verdienst zur Normalisierung der diplomatischen Beziehungen mit China sowie beim Zustandekommen des ersten US-amerikanischen Handelsabkommens mit der Volksrepublik im Jahr 1979. 1992 war er außerdem am Zustandekommen eines Vertrages zum Kauf von US-amerikanischen Automobilen und Lastwagen durch die Volksrepublik China beteiligt. Dabei handelte es sich um die ersten US-Automobile, die nach dem Einfuhrverbot durch China Ende der 1980er Jahre in das Land importiert wurden.